# Lée
Lée település Franciaországban, Pyrénées-Atlantiques megyében. Lakosainak száma 1266 fő (2022. január 1.). Lée Assat, Idron, Meillon, Ousse és Sendets községekkel határos.

## Népesség
A település népességének változása:
| Lakosok száma | 1266 | 1282 | 1334 | 1270 | 1260 | 1257 | 1257 | 1261 | 1266 |
|               | 2013 | 2015 | 2016 | 2017 | 2018 | 2019 | 2020 | 2021 | 2022 |